# Radlická (métro de Prague)
Radlická est une station de métro à Prague, en Tchéquie. Située sur la ligne B du métro de Prague entre Jinonice et Smíchovské nádraží, elle est ouverte depuis le 26 octobre 1988.